# قلادة العلوم الوطنية

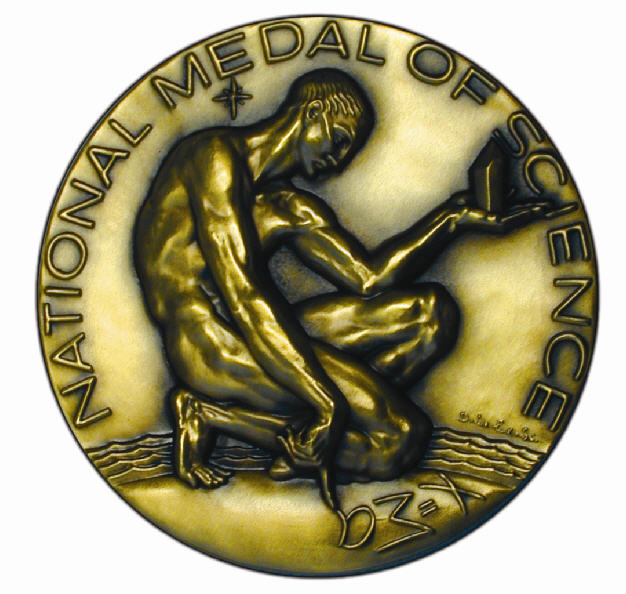
قلادة العلوم الوطنية.

قلادة العلوم الوطنية (بالإنجليزية: The National Medal of Science)‏ هي وسام أمريكي يمنحه رئيس الولايات المتحدة لمن أسهموا من العلماء والمهندسين بإسهامات بارزة في تطور المعرفة في مجالات العلوم السلوكية والاجتماعية وعلوم الأحياء والكيمياء والهندسة والرياضيات والفيزياء. تقوم باختيار المرشحين للجائزة لجنة رئاسية من إثني عشر عضواً تديرها مؤسسة العلوم الوطنية. وقد بلغ عدد الحاصلين على القلادة حتى نهاية عام 2011 468 عالماً.
يعد مصطفى السيد -الذي حصل على القلادة سنة 2007- أول عالم عربي يحصل على هذا الوسام في الولايات المتحدة وذلك يأتي تقديراً لإسهاماته في التعرف على وفهم الخصائص الإلكترونية والبصرية للمواد النانوية وتطبيقها في التحفيز النانوي والطب النانوي ولجهوده الإنسانية للتبادل بين الدول ولدوره في تطوير قيادات علوم المستقبل.

## روابط خارجية
- الموقع الرسمي للجائزة